# Громадское (Литинский район)
Громадское (укр. Громадське) — село на Украине, находится в Литинском районе Винницкой области.
Код КОАТУУ — 0522481801. Население по переписи 2001 года составляет 419 человек. Почтовый индекс — 22343. Телефонный код — 4347.
Занимает площадь 0,084 км².

## Адрес местного совета
22343, Винницкая область, Литинский р-н, с. Громадское, ул. Центральная, 2